# Estadio Ciudad de Valencia
Das Estadio Ciudad de Valencia (valencianisch und offiziell: Estadi Ciutat de València) ist ein Fußballstadion in der spanischen Stadt Valencia, Valencianische Gemeinschaft. Die Anlage ist die Heimspielstätte des Fußballclubs UD Levante. Die Sportstätte, die sich in der Calle San Vicente de Paúl 44 befindet, fasst 26.354 Zuschauer, bei 296 V.I.P.-Sitzen.

## Geschichte
Die Anlage wurde am 9. September 1969 vom damaligen Präsidenten Antonio Román eingeweiht. Seither hat es einige Namensänderungen hinter sich. Vor dem aktuellen Namen hieß das Estadio Ciudad de Valencia „Nou Estadi“. Früher bestritt Levante seine Heimspiele im Estadio de Vallejo.
Im Mai 2010 beschlossen der Club und die Stadt Valencia den Abriss des Stadions. Durch den damit zusammenhängenden Kauf des Grundstücks seitens der Stadt, auf dem ein neues Wohnviertel entstehen sollte, hätte sich der Verein einer möglichen Zahlungsunfähigkeit entziehen können (der Club hatte seinerzeit schätzungsweise 90 Mio. Euro Schulden). Gleichzeitig verkündeten Stadt und Verein den Bau einer neuen Heimstätte für den Club. Das neue Stadion sollte zwischen 12.000 und 15.000 Zuschauern Platz bieten und auch allgemeinen Sportveranstaltungen der Stadt Valencia zur Verfügung stehen.
In den Jahren 1997 und 2016 wurde das Stadion renoviert. Von 2007 bis 2010 entstand hinter der Gegentribüne ein Einkaufszentrum, wobei ein Teil des Stadiongeländes mit Tennis- und Parkplätzen für den Neubau Platz machte.
Ende 2018 wurden Pläne zur Renovierung des Stadions veröffentlicht. Die Arbeiten sollten im folgenden Jahr beginnen. Erst im Januar 2020 startete man mit der Errichtung von Stahlsäulen um die Stadion herum. Sie tragen das neue Dach mit Drahtseilen und einen Kompressionsring rund um das Stadion, welches alle Zuschauerplätze auf den Rängen abdeckt. Ala die Stützen außen und innen standen, konnte mit dem Heraufziehen des Daches begonnen werden. Während der Arbeiten trug die UD Levante ihre Heimspiele im Estadio Olímpico Camilo Cano in La Nucia aus. Anfang Juli war das alte Dach über der Haupttribüne entfernt. Das Bauunternehmen Grupo Bertolín hatte zugestimmt, die Arbeiten in nur 17 Wochen durchzuführen. Des Weiteren wurden eine LED-Flutlichtanlage, eine neue Beschallungsanlage und große Videoanzeigetafeln (23,5 × 5 m) installiert sowie ein neues Spielfeld verlegt. Die Umbauten sollten bis zum Oktober des Jahres abgeschlossen werden und sollte rund 17 Mio. Euro kosten. Dies bildete die erste Phase des Umbaus. Die zweite Phase beinhaltet die Renovierung des Stadioninneren, besonders der Haupttribüne. Wenn dies abgeschlossen ist, erhält die Spielstätte eine neue, moderne Fassade. Insgesamt sollen die Umbauten 30 Mio. Euro kosten.
Der Club will sich zunächst auf die Errichtung eines neuen Trainingsgelände konzentrieren, bevor die zweite Umbauphase des Stadions begonnen wird. Der Abstieg aus der Primera División 2021/22 könnte das Projekt weiter nach hinten verschieben.

## Öffentliche Verkehrsmittel
- Autobuslinien 11, 12, 16, 36 und 70.
- Metro Valencia Linie 6 (Station Estadi del Llevant).